# Wetalth Ridge
Die Wetalth Ridge ist ein isolierter Gebirgskamm im Norden der kanadischen Provinz British Columbia. Er liegt 74 km südwestlich von Tatogga und südlich von Telegraph Creek an der Südwestseite des Little Arctic Lake im Südwesten des Mount Edziza Provincial Park. Der höchste Punkt des Kamms ist der Wetalth Peak mit einer Höhe von 1886 m und einer Schartenhöhe von 353 m.

## Geschichte
Die Wetalth Ridge wurde am 2. Januar 1980 durch die Geological Survey of Canada benannt, um an eine kleine Gruppe umherziehender und von den Tahltan ausgestoßener Menschen, den sogenannten „Wetalth“, zu erinnern.

## Geologie
Die Wetalth Ridge ist ein vulkanisches Objekt, das mit dem Mount Edziza Volcanic Complex assoziiert ist, welcher wiederum Teil der Northern Cordilleran Volcanic Province ist. Es handelt sich um einen subglazialen Vulkan, der im Pleistozän entstand, als das gesamte Gebiet während des letzten Eiszeitalters unter Gletschermassen begraben war.